# Terra Indígena Enawenê-Nawê
A Terra Indígena Enawenê-Nawê localiza-se no noroeste do estado brasileiro do Mato Grosso, próxima aos municípios de Brasnorte, Juína, Comodoro e Sapezal, em uma área de transição entre o cerrado e a floresta amazônica,  habitada por 566 índios da etnia Enawenê-nawê.

## Demarcação
A demarcação da Terra Indígena Enawenê Nawê foi feita pela Fundação Nacional do Índio, em processo gerido pela Operação Amazônia Nativa com a participação dos Enawenê-nawê. Entretanto, foram excluídas áreas como a das cabeceiras do rio Preto, antes que estudos mais detalhados revelassem sua importância para aquele povo, e baseou-se nas informações disponíveis nos primeiros contatos, quando o povo encontrava-se em migração, ocupando território nambiquara, e sua utilização territorial encontrava-se bastante reduzida em função da ameaça inimiga. Somente após o fim dos ataques, o povo Enawenê Nawê retomou suas atividades e ritos tradicionais, e buscou reocupar os territórios originais.
Homologada em 1996, com uma área de 742.088 hectares, a terra indígena demarcada encontra-se em processo de estudo para revisão de seus limites. Os índios pretendem a incorporação da área do rio Preto, que consideram vital para o sustento e para a manutenção das tradições do grupo.

## Ameaças
A região demarcada está cercada por empreendimentos agrícolas e fazendas de pecuária extensiva. Ao sul do território, a vegetação do cerrado foi substituída por plantações de cana-de-açúcar, de algodão e, principalmente, de soja, causando o desaparecimento de parte da fauna e flora nativas. Junto aos limites norte, oeste e sudeste, há intensa atividade de extração de madeira, e uma reserva mineral junto aos limites norte e nordeste é alvo de invasão por garimpeiros. Além disso, as cabeceiras dos rios que compõem a área demarcada estão em sua maioria fora da terra indígena, e têm sido alvo de poluição por agrotóxicos e dejetos urbanos.
A partir de 2008, com a construção de centrais hidrelétricas na bacia do rio Juruena houve uma significativa redução na disponibilidade de peixes na região, o que compromete a manutenção da vida e das tradições da população local. O peixe é a base da alimentação dos Enawenê-nawê, e tem papel importante na realização do ritual do yãkwa.